# Alain Peyrefitte
Alain Peyrefitte (Najac, 26 de agosto de 1925 – Paris, 27 de novembro de 1999) foi um pensador, político, diplomata e ensaísta francês.
Entre outros cargos públicos, foi Ministro da Justiça, Ministro da Educação e Ministro da Cultura da França.
Foi autor de diversos livros, destacando-se A Sociedade da Confiança (La societé de confiance), lançado originalmente em 1995 e editado no Brasil em 1999 com prólogo e introdução do filósofo brasileiro Olavo de Carvalho. Alain Peyrefitte foi eleito em 1977 para a cadeira 11 da Academia Francesa. Agraciado com a Legião de Honra francesa, Comendador das Palmas Acadêmicas, Comendador de Artes e Letras e a Grã-Cruz de ordens de diversas nações.

## Obras publicadas
- 1946: Rue d'Ulm, chroniques de la vie normalienne
- 1947: Le sentiment de confiance, essai
- 1948: Les roseaux froissés, roman
- 1949: Le mythe de Pénélope, essai
- 1961: Faut-il partager l'Algérie ?, essai
- 1973: Quand la Chine s'éveillera... le monde tremblera, essai
- 1976: Le mal français, essai
- 1981: Les chevaux du lac Ladoga - la justice entre les extrêmes, essai
- 1983: Quand la rose se fanera, essai
- 1985: Encore un effort, Monsieur le Président, essai
- 1989: L'empire immobile ou le choc des mondes, récit historique
- 1990: La tragédie chinoise, essai
- 1995: La société de confiance
- 1997: La Chine s'est éveillée.
- 1994-2000: C'était de Gaulle, mémoires

| Cargos políticos                | Cargos políticos               | Cargos políticos                    |
| ------------------------------- | ------------------------------ | ----------------------------------- |
| Precedido por Olivier Guichard  | Ministro da Justiça 1977–1981  | Sucedido por Maurice Faure          |
| Precedido por Christian Fouchet | Ministro da Educação 1967–1968 | Sucedido por François-Xavier Ortoli |